# Campobasso Football Club 2023-2024
Questa voce raccoglie le informazioni riguardanti il Campobasso Football Club nelle competizioni ufficiali della stagione 2023-2024.

## Stagione
La stagione 2023-2024 è la 44ª del Campobasso in Serie D e la 39ª nel quarto livello del campionato italiano di calcio; i rossoblù sono una neopromossa — in virtù della vittoria, nella stagione precedente, del campionato di Eccellenza Molise — e vengono inseriti nel girone F insieme alle correggionali Termoli e Vastogirardi.
Nella stagione, il Campobasso disputa inoltre la Coppa Italia Serie D superando, in serie, Termoli, Vastogirardi, S.N. Notaresco e Fano, venendo poi sconfitto dall'Imolese negli ottavi di finale.
Alla 5ª giornata di campionato, in seguito alle sconfitte consecutive contro L’Aquila e Roma City, il tecnico Andrea Mosconi viene sollevato dall'incarico; al suo posto subentra Rosario Pergolizzi; la rosa, inoltre, viene profondamente rinnovata nel mercato invernale. I cambiamenti appaiono proficui: alla 14ª giornata il Campobasso batte al Romagnoli la Sambenedettese — imbattutta fino a quel momento — e due giornate dopo conquista la prima posizione solitaria. All'inizio del girone di ritorno, dopo il pareggio interno contro l'Atletico Ascoli e la sconfitta in casa dell'Aquila, viene raggiunta in classifica dalla Sambenedettese, subito distanziata grazie a cinque vittorie di fila, tra cui gli scontri diretti contro Avezzano e Vigor Senigallia. I lupi molisani mantengono la testa della classifica anche dopo un piccolo calo nel mese di marzo; alla 31ª giornata, battendo la Sambenedettese al Riviera delle Palme con oltre 1200 tifosi al seguito, estromettono matematicamente i marchigiani dalla corsa al titolo.
Il 28 aprile 2024, con la vittoria contro il Chieti maturata allo stadio Guido Angelini e il contestuale pareggio dell'unica inseguitrice rimasta, ovvero L'Aquila, a Termoli, i molisani vincono il campionato con un turno d'anticipo conquistando così la promozione in Serie C.
Durante la Poule Scudetto, la società solleva Rosario Pergolizzi dall'incarico, affidando la panchina a Giovanni Piccirilli. I rossoblù vincono il proprio triangolare, battendo in sequenza Pianese e Carpi, in semifinale elimina nel doppio confronto la Cavese. In finale il 16 giugno, allo stadio di Grosseto, batte per 5-1 il Trapani vincendo così lo Scudetto.

## Organigramma societario
Tratto dal sito ufficiale.
Area direttiva
- Presidente: Matt Rizzetta
- Vice presidente: Nicola Cirrincione[6]
- Direttore generale e Segretario generale: Mario Colalillo[7][8][9]

Area comunicazione e marketing
- Responsabile Comunicazione e Addetto Stampa: Giacomo Reale
- Responsabile Web Marketing e Social Media: Andrea Zita

Area tecnica
- Direttore sportivo: Pino de Filippis (fino all'11 ottobre 2023) Sergio Filipponi[11][9]
- Allenatore: Andrea Mosconi (fino all'11 ottobre 2023), Rosario Pergolizzi (fino al 17 maggio 2024), Giovanni Piccirilli
- Allenatore in seconda: Roberto Barrea (fino al 13 settembre 2023), Antonio Alari (fino all'11 ottobre 2023), Giovanni Piccirilli (fino al 17 maggio 2024), Gianguido Di Biase
- Collaboratore tecnico: Antonio Mosconi (fino all'11 ottobre 2023), Gianguido Di Biase
- Preparatore atletico: Roberto Barrea (fino al 13 settembre 2023), Stefano Gammieri
- Preparatore dei portieri: Pasquale Visconti (fino all'11 ottobre 2023), Marco Cervino

## Rosa
Rosa aggiornata al 7 maggio 2024.
| N. |                        | Ruolo | Calciatore                      |
| -- | ---------------------- | ----- | ------------------------------- |
| 1  | Italia (bandiera)      | P     | Giacomo di Donato               |
| 2  | Brasile (bandiera)     | D     | Julio Cesar Cagnini             |
| 2  | Italia (bandiera)      | D     | Danny Pacillo                   |
| 3  | Italia (bandiera)      | D     | Giuseppe Vitale                 |
| 3  | Italia (bandiera)      | D     | Simone Lambiase                 |
| 4  | Italia (bandiera)      | D     | Cristian Ioio                   |
| 4  | Italia (bandiera)      | D     | Nicolas Di Filippo              |
| 5  | Italia (bandiera)      | D     | Leonardo Nonni (capitano)       |
| 6  | Argentina (bandiera)   | D     | Manuel González (vice capitano) |
| 7  | Italia (bandiera)      | C     | Matteo Tordella                 |
| 8  | Italia (bandiera)      | C     | Vincenzo Ricamato               |
| 9  | Italia (bandiera)      | A     | Antonio Di Nardo                |
| 10 | Italia (bandiera)      | A     | Vincenzo Corvino                |
| 10 | Francia (bandiera)     | C     | Mathieu Coquin                  |
| 11 | Italia (bandiera)      | A     | Francesco Ripa                  |
| 13 | Stati Uniti (bandiera) | D     | Abdallah Soulemana              |
| 14 | Italia (bandiera)      | C     | Edoardo Mengani                 |
| 15 | Italia (bandiera)      | C     | Simone Ercolano                 |
| 16 | Brasile (bandiera)     | D     | Guilherme Lara Delgado          |
| 17 | Italia (bandiera)      | A     | Andrea Lombari                  |

| N. |                       | Ruolo | Calciatore          |
| -- | --------------------- | ----- | ------------------- |
| 18 | Francia (bandiera)    | C     | Mady Abonckelet     |
| 19 | Italia (bandiera)     | D     | Alessio Rasi        |
| 20 | Ecuador (bandiera)    | C     | Luis Maldonado      |
| 21 | Italia (bandiera)     | C     | Mattia Tarcinale    |
| 22 | Italia (bandiera)     | P     | Manuel Esposito     |
| 23 | Portogallo (bandiera) | A     | Léo Abreu           |
| 23 | Argentina (bandiera)  | P     | Ivan Martinez       |
| 25 | Italia (bandiera)     | D     | Christian Bonacchi  |
| 26 | Italia (bandiera)     | D     | Pasquale Pontillo   |
| 28 | Italia (bandiera)     | C     | Alessio De Cerchio  |
| 29 | Ucraina (bandiera)    | D     | Stanislav Hulidov   |
| 30 | Italia (bandiera)     | D     | Antonio La Selva    |
| 31 | Italia (bandiera)     | P     | Fabio Luciani       |
| 32 | Argentina (bandiera)  | C     | Tomás Grandis       |
| 34 | Italia (bandiera)     | A     | Lorenzo Persichini  |
| 36 | Italia (bandiera)     | C     | Antonello Serra     |
| 44 | Italia (bandiera)     | C     | Zakaria Sdaigui     |
| 66 | Italia (bandiera)     | D     | Bartolomeo Fravola  |
| 75 | Italia (bandiera)     | D     | Francesco Parisi    |
| 77 | Grecia (bandiera)     | C     | Marios Chrysovergis |
| 92 | Italia (bandiera)     | A     | Niccolò Romero      |

## Calciomercato

### Sessione estiva
| Acquisti | Acquisti               | Acquisti                  | Acquisti   |
| R.       | Nome                   | da                        | Modalità   |
| -------- | ---------------------- | ------------------------- | ---------- |
| P        | Giacomo Di Donato      | Sambuceto                 | definitivo |
| P        | Manuel Esposito        | Benevento                 | prestito   |
| D        | Christian Bonacchi     | Fano                      | definitivo |
| D        | Julio Cesar Cagnini    | Azuriz Football           | definitivo |
| D        | Guilherme Lara Delgado | Lavello                   | definitivo |
| D        | Bartolomeo Fravola     | Juve Stabia               | prestito   |
| D        | Manuel Gonzalez        | Trapani                   | definitivo |
| D        | Stanislav Hulidov      | KS Cracovia               | definitivo |
| D        | Leonardo Nonni         | Pineto                    | definitivo |
| D        | Pasquale Pontillo      | Gravina                   | definitivo |
| D        | Alessio Rasi           | Roma City                 | definitivo |
| D        | Abdallah Soulemana     | New Amsterdam             | definitivo |
| D        | Giuseppe Vitale        | Cagliari                  | definitivo |
| C        | Mady Abonckelet        | United Riccione           | definitivo |
| C        | Simone Ercolano        | Isernia                   | prestito   |
| C        | Luis Maldonado         | Turris                    | definitivo |
| C        | Edoardo Mengani        | Audace Cerignola          | definitivo |
| C        | Mattia Tarcinale       | Avellino                  | prestito   |
| C        | Matteo Tordella        | Romana                    | riscatto   |
| C        | Vincenzo Ricamato      | Matese                    | definitivo |
| A        | Léo Abreu              | Flaminia CivitaCastellana | definitivo |
| A        | Vincenzo Corvino       | Fasano                    | definitivo |
| A        | Antonio Di Nardo       | Pro Vasto                 | definitivo |

| Cessioni | Cessioni             | Cessioni              | Cessioni      |
| R.       | Nome                 | a                     | Modalità      |
| -------- | -------------------- | --------------------- | ------------- |
| P        | Marco Di Rienzo      | Ripalimosani          | definitivo    |
| P        | Ciro Pinto           | Sambenedettese        | definitivo    |
| D        | Raffaele Cavallini   | Ginova Capri Anacapri | definitivo    |
| D        | Bruno Cascione       |                       | svincolato    |
| D        | Gianmaria Colantuono | Ripalimosani          | definitivo    |
| D        | Lorenzo Colombo      |                       | svincolato    |
| D        | Mattia Di Leo        | Afragolese            | fine prestito |
| D        | Giuseppe Montuori    | Ripalimosani          | definitivo    |
| D        | Fabiano Sabatino     | Venafro               | definitivo    |
| D        | Luca Tizzani         | Ripalimosani          | definitivo    |
| D        | Nicola Vanzan        | Acireale              | definitivo    |
| C        | Mattia Anastasia     | Fidelis Andria        | definitivo    |
| C        | Federico Di Lallo    | Ripalimosani          | definitivo    |
| C        | Albino Fazio         | Ripalimosani          | definitivo    |
| C        | Giuseppe La Montagna | Albanova              | definitivo    |
| C        | Axel Traoré          | Valmontone            | definitivo    |
| A        | Filippo Franchi      | Luiss                 | definitivo    |
| A        | Davide Fruscella     | Venafro               | definitivo    |
| A        | Manuel Guillari      | Acerrana              | definitivo    |
| A        | Francesco Potenza    | Terni FC              | definitivo    |

### Sessione invernale
| Acquisti         | Acquisti            | Acquisti  | Acquisti   |
| R.               | Nome                | da        | Modalità   |
| ---------------- | ------------------- | --------- | ---------- |
| P                | Fabio Luciani       | Imolese   | prestito   |
| D                | Nicolas Di Filippo  | Pineto    | definitivo |
| D                | Simone Lambiase     | Bari      | prestito   |
| D                | Danny Pacillo       | NF Ardea  | definitivo |
| D                | Francesco Parisi    | Benevento | prestito   |
| C                | Marios Chrysovergis | Pistoiese | definitivo |
| C                | Mathieu Coquin      | Paganese  | definitivo |
| C                | Alessio De Cerchio  | Luparense | definitivo |
| C                | Tomas Grandis       | Luparense | definitivo |
| C                | Zakaria Sdaigui     |           | svincolato |
| A                | Lorenzo Persichini  | Forlì     | definitivo |
| A                | Niccolò Romero      | Lucchese  | definitivo |
| Altre operazioni |                     |           |            |
| R.               | Nome                | da        | Modalità   |
| P                | Ivan Martinez       |           | svincolato |
| C                | Antonello Serra     |           | svincolato |

| Cessioni | Cessioni               | Cessioni        | Cessioni              |
| R.       | Nome                   | a               | Modalità              |
| -------- | ---------------------- | --------------- | --------------------- |
| D        | Julio Cesar Cagnini    | United Riccione | definitivo            |
| D        | Cristian Ioio          | Gladiator       | definitivo            |
| D        | Bartolomeo Fravola     | Juve Stabia     | fine prestito         |
| D        | Guilherme Lara Delgado |                 | rescissione contratto |
| D        | Giuseppe Vitale        | Cassino         | definitivo            |
| C        | Simone Ercolano        | Isernia         | fine prestito         |
| C        | Edoardo Mengani        | L’Aquila        | definitivo            |
| C        | Vincenzo Ricamato      | Matese          | definitivo            |
| C        | Mattia Tarcinale       | Avellino        | fine prestito         |
| C        | Matteo Tordella        | Sora            | definitivo            |
| A        | Léo Abreu              | Cassino         | definitivo            |
| A        | Vincenzo Corvino       | Casarano        | definitivo            |
| A        | Francesco Ripa         |                 | rescissione contratto |

## Risultati

### Poule Scudetto

#### Turno preliminare
| Arbitro: | Aronne (Roma 1) |

|  |           |          |
|  | Marcatori | 56’ Rasi |

| 15 maggio 2024 2ª giornata |  | – Il Campobasso riposa |  |  |

| Arbitro: | Palumbo (Bari) |

|                         |           |  |
| Di Nardo 70’ Romero 88’ | Marcatori |  |

#### Semifinale
| Arbitro: | Migliorini (Verona) |

|                           |           |                                                      |
| Di Piazza 45’ Zenelaj 48’ | Marcatori | 3’ Di Nardo 9’ Lombari 52’, 75’ Maldonado 58’ Parisi |

| Arbitro: | Leone (Avezzano) |

|                           |           |                                          |
| De Cerchio 26’ Romero 56’ | Marcatori | 1’ Felleca 33’ Antonelli 53’ (rig.) Urso |

#### Finale
| Arbitro: | Tropiano (Bari) |

|                                           |           |                  |
| Romero 8’, 11’ Rasi 17’ Di Nardo 23’, 67’ | Marcatori | 31’ (rig.) Kragl |

### Coppa Italia Serie D

#### Turni eliminatori
| Arbitro: | Marchetti (L'Aquila) |

|                        |           |                     |
| Maldonado 22’ Ripa 27’ | Marcatori | 80’ (rig.) Esposito |

| Arbitro: | Iurino (Venosa) |

|  |           |                                  |
|  | Marcatori | 27’ Ripa 63’ Corvino 88’ Lombari |

#### Fase finale
| Arbitro: | Boiani (Pesaro) |

|  |           |           |
|  | Marcatori | 57’ Nonni |

| Arbitro: | Pascuccio (Ariano Irpino) |

|              |           |  |
| Di Nardo 68’ | Marcatori |  |

| Arbitro: | Rinaldi (Novi Ligure) |

|               |           |  |
| Kashari 90+3’ | Marcatori |  |

## Statistiche

### Statistiche di squadra
| Competizione         | Punti | In casa | In casa | In casa | In casa | In casa | In casa | In trasferta | In trasferta | In trasferta | In trasferta | In trasferta | In trasferta | Totale | Totale | Totale | Totale | Totale | Totale | DR  |
| Competizione         | Punti | G       | V       | N       | P       | Gf      | Gs      | G            | V            | N            | P            | Gf           | Gs           | G      | V      | N      | P      | Gf     | Gs     | DR  |
| -------------------- | ----- | ------- | ------- | ------- | ------- | ------- | ------- | ------------ | ------------ | ------------ | ------------ | ------------ | ------------ | ------ | ------ | ------ | ------ | ------ | ------ | --- |
| Serie D              | 70    | 17      | 12      | 4       | 1       | 27      | 17      | 17           | 8            | 6            | 3            | 27           | 17           | 34     | 20     | 10     | 4      | 55     | 29     | +26 |
| Poule Scudetto       | 6     | 2       | 1       | 0       | 1       | 4       | 3       | 2            | 2            | 0            | 0            | 6            | 2            | 5      | 4      | 0      | 1      | 15     | 6      | +9  |
| Coppa Italia Serie D | -     | 2       | 2       | 0       | 0       | 3       | 1       | 3            | 2            | 0            | 1            | 4            | 1            | 5      | 4      | 0      | 1      | 7      | 2      | +5  |
| Totale               | -     | 21      | 15      | 4       | 2       | 34      | 21      | 22           | 12           | 6            | 4            | 36           | 20           | 44     | 28     | 10     | 6      | 77     | 37     | +40 |

### Andamento in campionato
| Giornata  | 1 | 2 | 3 | 4 | 5 | 6 | 7 | 8 | 9 | 10 | 11 | 12 | 13 | 14 | 15 | 16 | 17 | 18 | 19 | 20 | 21 | 22 | 23 | 24 | 25 | 26 | 27 | 28 | 29 | 30 | 31 | 32 | 33 | 34 |
| --------- | - | - | - | - | - | - | - | - | - | -- | -- | -- | -- | -- | -- | -- | -- | -- | -- | -- | -- | -- | -- | -- | -- | -- | -- | -- | -- | -- | -- | -- | -- | -- |
| Luogo     | C | T | T | C | T | C | T | C | T | C  | T  | C  | T  | C  | T  | C  | T  | T  | C  | C  | T  | C  | T  | C  | T  | C  | T  | C  | T  | C  | T  | C  | T  | C  |
| Risultato | V | V | N | P | P | V | V | V | P | V  | N  | V  | N  | V  | V  | V  | N  | V  | V  | N  | P  | V  | V  | V  | V  | V  | N  | N  | N  | V  | V  | N  | V  | N  |
| Posizione | 4 | 2 | 2 | 5 | 7 | 5 | 4 | 3 | 3 | 2  | 4  | 2  | 3  | 2  | 2  | 1  | 1  | 1  | 1  | 1  | 2  | 2  | 1  | 1  | 1  | 1  | 1  | 1  | 1  | 1  | 1  | 1  | 1  | 1  |

Fonte:  Classifica Serie D Girone F, su tuttocampo.it.
Legenda:

Luogo: C = Casa; T = Trasferta. Risultato: V = Vittoria; N = Pareggio; P = Sconfitta.

### Statistiche dei giocatori
| Giocatore       | Serie D  | Serie D | Serie D     | Serie D    | Poule Scudetto | Poule Scudetto | Poule Scudetto | Poule Scudetto | Coppa Italia Serie D | Coppa Italia Serie D | Coppa Italia Serie D | Coppa Italia Serie D | Totale   | Totale | Totale      | Totale     |
| Giocatore       | Presenze | Reti    | Ammonizioni | Espulsioni | Presenze       | Reti           | Ammonizioni    | Espulsioni     | Presenze             | Reti                 | Ammonizioni          | Espulsioni           | Presenze | Reti   | Ammonizioni | Espulsioni |
| --------------- | -------- | ------- | ----------- | ---------- | -------------- | -------------- | -------------- | -------------- | -------------------- | -------------------- | -------------------- | -------------------- | -------- | ------ | ----------- | ---------- |
| M. Abonckelet   | 31       | 5       | 7           | 0          | 5              | 0              | 0              | 0              | 4                    | 0                    | 1                    | 0                    | 40       | 5      | 8           | 0          |
| L. Abreu        | 11       | 1       | 0           | 0          | -              | -              | -              | -              | 5                    | 0                    | 0                    | 0                    | 16       | 1      | 0           | 0          |
| C. Bonacchi     | 34       | 0       | 1           | 0          | 5              | 0              | 1              | 0              | 5                    | 0                    | 0                    | 0                    | 44       | 0      | 2           | 0          |
| J. Cagnini      | 3        | 0       | 0           | 0          | -              | -              | -              | -              | 1                    | 0                    | 0                    | 0                    | 4        | 0      | 0           | 0          |
| M. Chrysovergis | 7        | 0       | 0           | 1          | 3              | 0              | 0              | 0              | 2                    | 0                    | 0                    | 0                    | 12       | 0      | 0           | 1          |
| M. Coquin       | 16       | 1       | 2           | 0          | 0              | 0              | 0              | 0              | 1                    | 0                    | 0                    | 0                    | 17       | 1      | 2           | 0          |
| V. Corvino      | 8        | 3       | 0           | 1          | -              | -              | -              | -              | 3                    | 1                    | 0                    | 0                    | 11       | 4      | 0           | 1          |
| A. De Cerchio   | 9        | 0       | 0           | 0          | 5              | 1              | 0              | 0              | -                    | -                    | -                    | -                    | 14       | 1      | 0           | 0          |
| G. Di Donato    | 0        | -0      | 0           | 0          | 0              | -0             | 0              | 0              | 2                    | -1                   | 0                    | 0                    | 2        | -1     | 0           | 0          |
| N. Di Filippo   | 19       | 2       | 3           | 0          | 4              | 0              | 0              | 0              | -                    | -                    | -                    | -                    | 23       | 2      | 3           | 0          |
| A. Di Nardo     | 34       | 13      | 1           | 0          | 5              | 4              | 0              | 0              | 5                    | 1                    | 0                    | 0                    | 44       | 18     | 1           | 0          |
| S. Ercolano     | 1        | 0       | 0           | 0          | -              | -              | -              | -              | 1                    | 0                    | 0                    | 0                    | 2        | 0      | 0           | 0          |
| M. Esposito     | 34       | -29     | 1           | 0          | 5              | -6             | 1              | 0              | 3                    | -1                   | 0                    | 0                    | 42       | -36    | 2           | 0          |
| F. Bartolomeo   | 0        | 0       | 0           | 0          | -              | -              | -              | -              | 0                    | 0                    | 0                    | 0                    | 0        | 0      | 0           | 0          |
| S. Hulidov      | 0        | 0       | 0           | 0          | 0              | 0              | 0              | 0              | 2                    | 0                    | 0                    | 0                    | 2        | 0      | 0           | 0          |
| M. González     | 23       | 3       | 3           | 0          | 3              | 0              | 0              | 0              | 3                    | 0                    | 1                    | 0                    | 29       | 3      | 4           | 0          |
| T. Grandis      | 20       | 5       | 8           | 0          | 4              | 0              | 2              | 0              | 0                    | 0                    | 0                    | 0                    | 24       | 5      | 10          | 0          |
| C. Ioio         | 1        | 0       | 0           | 0          | -              | -              | -              | -              | 0                    | 0                    | 0                    | 0                    | 1        | 0      | 0           | 0          |
| A. La Selva     | 0        | 0       | 0           | 0          | 1              | 0              | 0              | 0              | 0                    | 0                    | 0                    | 0                    | 1        | 0      | 0           | 0          |
| S. Lambiase     | 3        | 0       | 0           | 0          | 3              | 0              | 0              | 0              | -                    | -                    | -                    | -                    | 6        | 0      | 0           | 0          |
| G. Delgado      | 3        | 1       | 0           | 0          | -              | -              | -              | -              | 2                    | 0                    | 0                    | 0                    | 5        | 1      | 0           | 0          |
| A. Lombari      | 31       | 4       | 0           | 0          | 5              | 1              | 0              | 0              | 4                    | 1                    | 1                    | 0                    | 40       | 6      | 1           | 0          |
| F. Luciani      | 0        | -0      | 0           | 0          | 0              | -0             | 0              | 0              | 0                    | -0                   | 0                    | 0                    | 0        | -0     | 0           | 0          |
| L. Maldonado    | 32       | 6       | 5           | 1          | 4              | 2              | 0              | 0              | 4                    | 1                    | 0                    | 0                    | 40       | 9      | 5           | 1          |
| I. Martinez     | 0        | -0      | 0           | 0          | 0              | -0             | 0              | 0              | -                    | -                    | -                    | -                    | 0        | -0     | 0           | 0          |
| E. Mengani      | 15       | 0       | 0           | 0          | -              | -              | -              | -              | 2                    | 0                    | 1                    | 0                    | 17       | 0      | 1           | 0          |
| L. Nonni        | 21       | 3       | 5           | 1          | 0              | 0              | 0              | 0              | 4                    | 1                    | 1                    | 0                    | 25       | 4      | 6           | 1          |
| P. Pacillo      | 17       | 0       | 4           | 0          | 2              | 0              | 0              | 0              | 2                    | 0                    | 0                    | 0                    | 21       | 0      | 4           | 0          |
| F. Parisi       | 13       | 1       | 1           | 0          | 5              | 1              | 0              | 0              | -                    | -                    | -                    | -                    | 18       | 2      | 1           | 0          |
| L. Persichini   | 15       | 2       | 0           | 0          | 0              | 0              | 0              | 0              | 1                    | 0                    | 0                    | 0                    | 16       | 2      | 0           | 0          |
| P. Pontillo     | 23       | 0       | 1           | 0          | 4              | 0              | 0              | 0              | 4                    | 0                    | 1                    | 0                    | 31       | 0      | 2           | 0          |
| A. Rasi         | 17       | 1       | 0           | 1          | 5              | 2              | 0              | 0              | 4                    | 0                    | 1                    | 0                    | 26       | 3      | 1           | 1          |
| V. Ricamato     | 13       | 0       | 1           | 0          | -              | -              | -              | -              | 5                    | 0                    | 0                    | 0                    | 18       | 0      | 1           | 0          |
| F. Ripa         | 6        | 1       | 0           | 0          | -              | -              | -              | -              | 3                    | 2                    | 0                    | 0                    | 9        | 3      | 0           | 0          |
| N. Romero       | 13       | 2       | 0           | 0          | 4              | 4              | 1              | 0              | -                    | -                    | -                    | -                    | 17       | 6      | 1           | 0          |
| Z. Sdaigui      | 4        | 0       | 0           | 0          | 3              | 0              | 1              | 0              | 1                    | 0                    | 1                    | 0                    | 8        | 0      | 2           | 0          |
| A. Serra        | 19       | 0       | 1           | 0          | 4              | 0              | 0              | 0              | 1                    | 0                    | 0                    | 0                    | 24       | 0      | 1           | 0          |
| A. Soulemana    | 0        | 0       | 0           | 0          | 0              | 0              | 0              | 0              | 1                    | 0                    | 0                    | 0                    | 1        | 0      | 0           | 0          |
| M. Tarcinale    | 6        | 0       | 1           | 0          | -              | -              | -              | -              | 3                    | 0                    | 1                    | 0                    | 9        | 0      | 2           | 0          |
| M. Tordella     | 11       | 0       | 0           | 0          | -              | -              | -              | -              | 3                    | 0                    | 1                    | 0                    | 14       | 0      | 1           | 0          |
| G. Vitale       | 1        | 0       | 0           | 0          | -              | -              | -              | -              | 0                    | 0                    | 0                    | 0                    | 1        | 0      | 0           | 0          |

### Annotazioni
1. ↑  In precedenza, fino alla 32ª giornata, Stadio Nuovo Romagnoli. Capienza omologata per 7 500 posti su un complessivo di posti a disposizione di circa 25 000
2. ↑  Si considera continuità tra la Serie D e i precedenti campionati di Promozione, IV Serie, Interregionale e Campionato Nazionale Dilettanti.

### Fonti
1. ↑   Calcio, stadio di Campobasso intitolato ad Antonio Molinari, su ansa.it.
2. ↑   Campobasso vs Termoli, su transfermarkt.com. URL consultato il 7 maggio 2024.
3. ↑   Campobasso vs fossombrone, su transfermarkt.it. URL consultato il 19 maggio 2024.
4. ↑   Alfredo Alberico, Campobasso promosso in Serie C: città in festa, la proprietà americana punta in alto, in Sky Sport, 28 aprile 2024. URL consultato il 7 maggio 2024.
5. ↑   Front Office, su cb1919.com. URL consultato il 16 maggio 2024.
6. ↑   Intervista a Nicola Cirrincione, su cb1919.com. URL consultato il 16 maggio 2024.
7. ↑   Ribaltone dirigenziale: via Ivano Maselli. Mario Colalillo promosso direttore generale, su primopianomolise.it, 30 giugno 2023. URL consultato il 16 maggio 2024.
8. ↑   Mario Colalillo Segretario del Club, su cb1919.com. URL consultato il 16 maggio 2024.
9. 1 2   Le parole del DG Colalillo e del DS Filipponi in conferenza nel post Carpi, su cb1919.com. URL consultato il 23 maggio 2024.
10. ↑   Staff Tecnico, su cb1919.com. URL consultato il 16 maggio 2024.
11. ↑   INTERVISTA AL DS SERGIO FILIPPONI, su cb1919.com. URL consultato il 16 maggio 2024.
12. ↑   Squad 2023-2024, su transfermarkt.com. URL consultato il 7 maggio 2024.
13. 1 2 3 4 5 6 7 8 9 10 11 12  Ceduto a stagione in corso
14. 1 2 3 4 5 6 7 8 9 10 11 12 13 14  Acquistato a stagione in corso
15. ↑  Rescissione contrattuale
16. ↑  Aggregato dalle giovanili
17. ↑  Acquistato dopo il fallimento del Lamezia Terme
18. ↑  Partita iniziata il 12 novembre e sospesa al 20' per nebbia
19. ↑  Per indisponibilità, causa lavori, dello Stadio Italo Nicoletti
20. ↑  Posticipata di un giorno a causa degli impegni nel Campionato europeo della Nazionale italiana.
21. ↑  Partita disputata a porte chiuse causa squalifica del campo
22. ↑   Coppa Italia: arbitri e programma degli Ottavi di finale, su seried.lnd.it.
23. ↑  Tiene conto solo delle partite nella fase a gironi